# Eisenhüttenstadt
Eisenhüttenstadt (v letech 1953–1961 Stalinstadt) je město v německé spolkové zemi Braniborsko. Žije zde přibližně 24 tisíc obyvatel. Leží na levém břehu Odry na hranici s Polskem, Odersko-sprévský kanál je spojuje se 120 km vzdáleným Berlínem.

## Historie
Z roku 1251 pochází první písemná zmínka o městečku Fürstenberg (polsky Przybrzeg, hornolužicky Pśibrjog). V roce 1950 rozhodlo vedení SED vybudovat u Fürstenbergu velký podnik na zpracování železa. Již 18. srpna téhož roku byl položen základní kámen stavby závodu Eisenhütten Kombinat Ost (zkratka EKO), u něhož se začalo pro zaměstnance budovat nové sídliště EKO Wohnstadt. V roce 1953 dostalo městská práva a název Stalinstadt na počest J. V. Stalina. Bylo koncipováno jako vzorné město s komfortními domy ve stylu socialistického realismu a veškerou moderní občanskou vybaveností včetně vlastního divadla (Friedrich-Wolf-Theater). V roce 1961 bylo město administrativně spojeno s historickým Fürstenbergem a vesnicí Schönfließ, v rámci destalinizace dostalo nový název Eisenhüttenstadt (Město železných hutí). Rozvoj průmyslu vedl k nárůstu počtu obyvatel, který v osmdesátých letech přesáhl padesát tisíc. Po pádu NDR došlo k privatizaci, hutě získala firma ArcelorMittal. Nový majitel propustil více než polovinu zaměstnanců a mnoho lidí, zejména mladých, z města odešlo hledat si práci jinam. V roce 1993 byla k městu připojena vesnice Diehlo.

## Současnost
Ve městě se nachází muzeum, nemocnice, střední škola Albert-Schweitzer-Gymnasium a Dokumentační centrum každodenního života v NDR. Ukázkou stalinské architektury je velký hotel Aktivist. Ve Fürstenbergu se nachází řada historických budov, mezi nimiž vyniká evangelický gotický chrám Nikolaikirche. Městský znak vytvořil Jan Hanski a je v něm vyobrazena holubice míru, vysoké pece a vlnovky symbolizující řeku Odru. Až do svého zániku zde hrával fotbalový klub Eisenhüttenstädter FC Stahl, který působil v Oberlize NDR. Město je známé také pod posměšnou přezdívkou Schrottgorod.

## Galerie

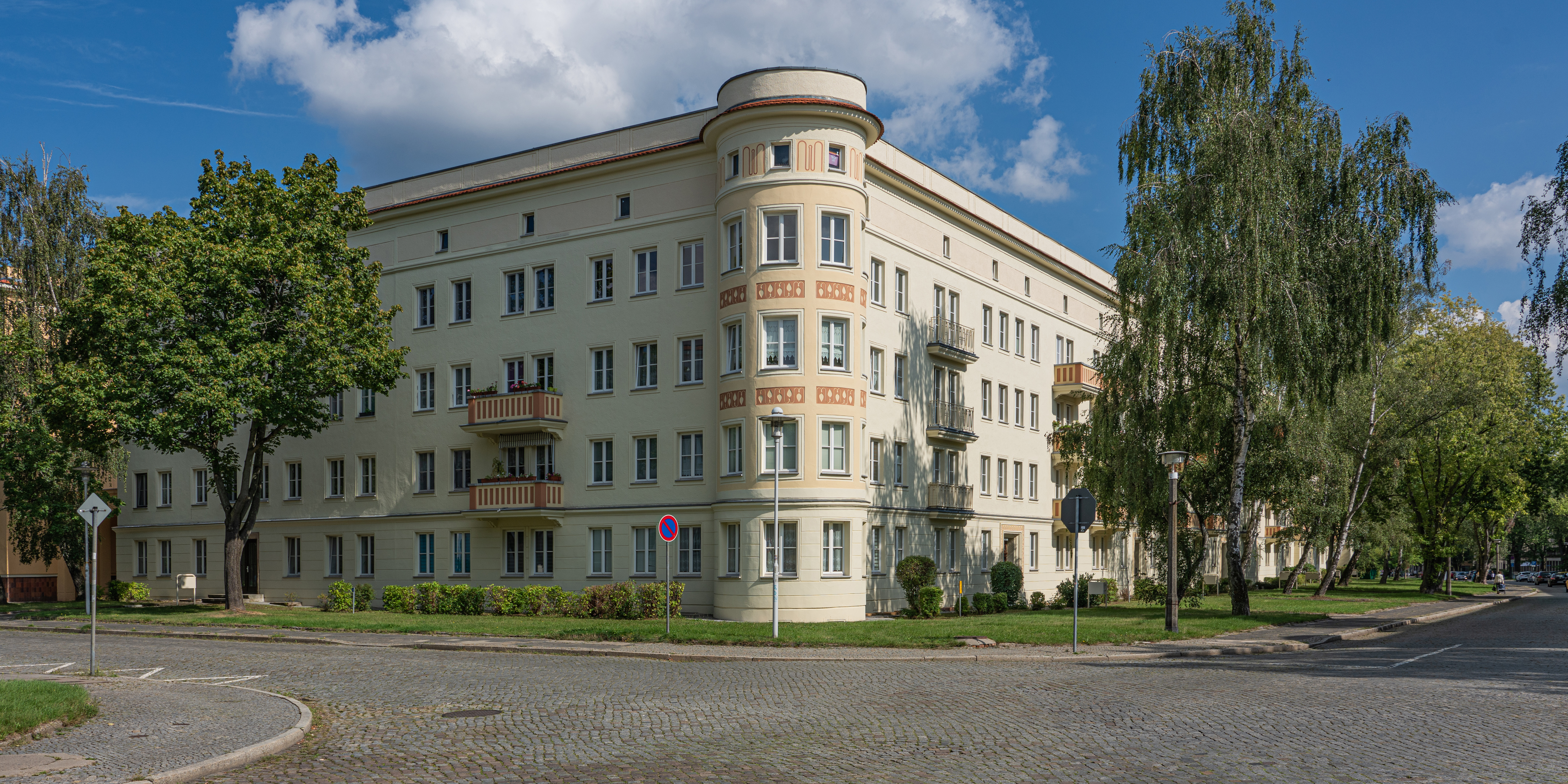
Eisenhüttenstadt (Saarlouiser Straße)
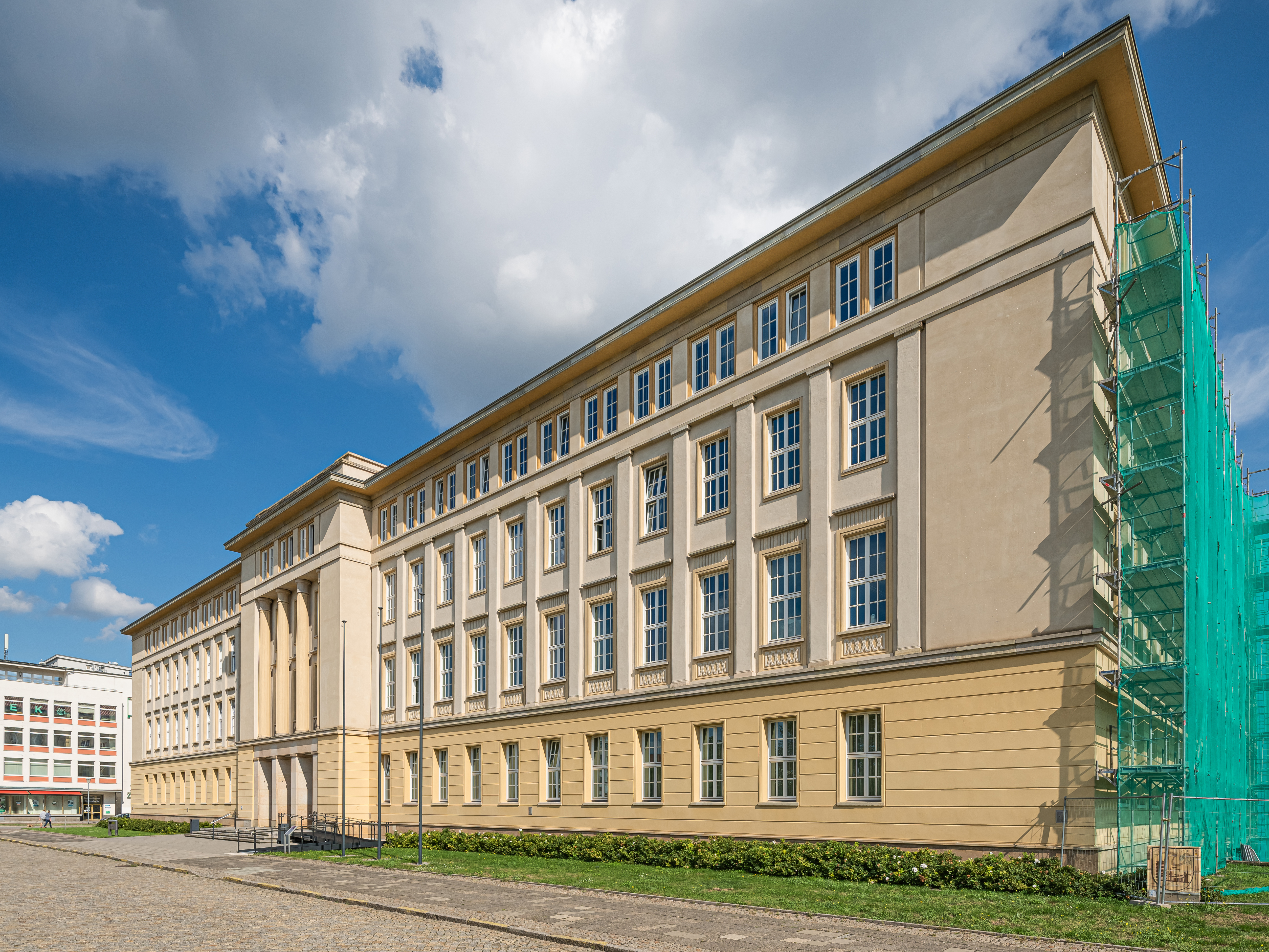
Místní budova radnice
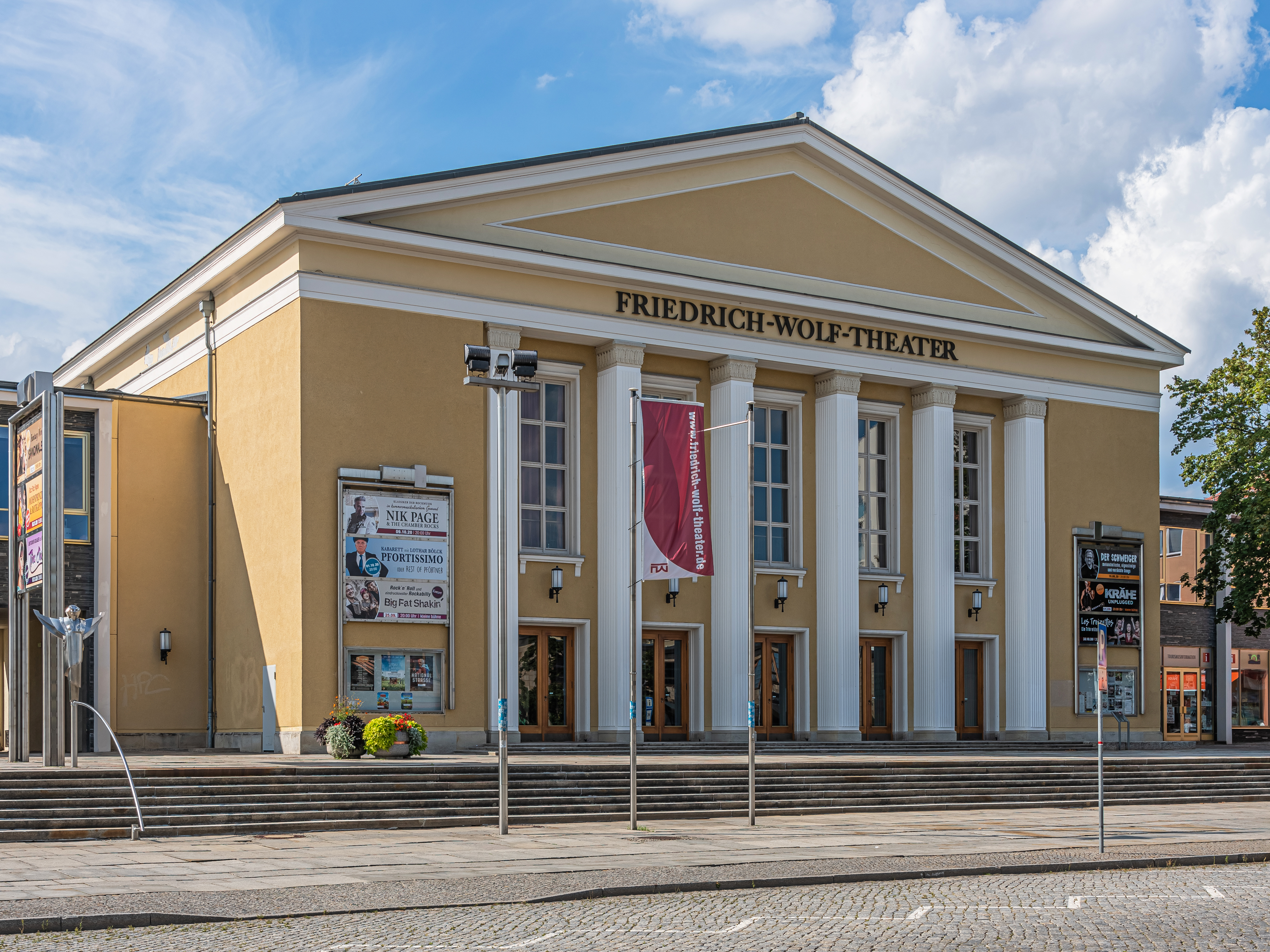
Městské divadlo
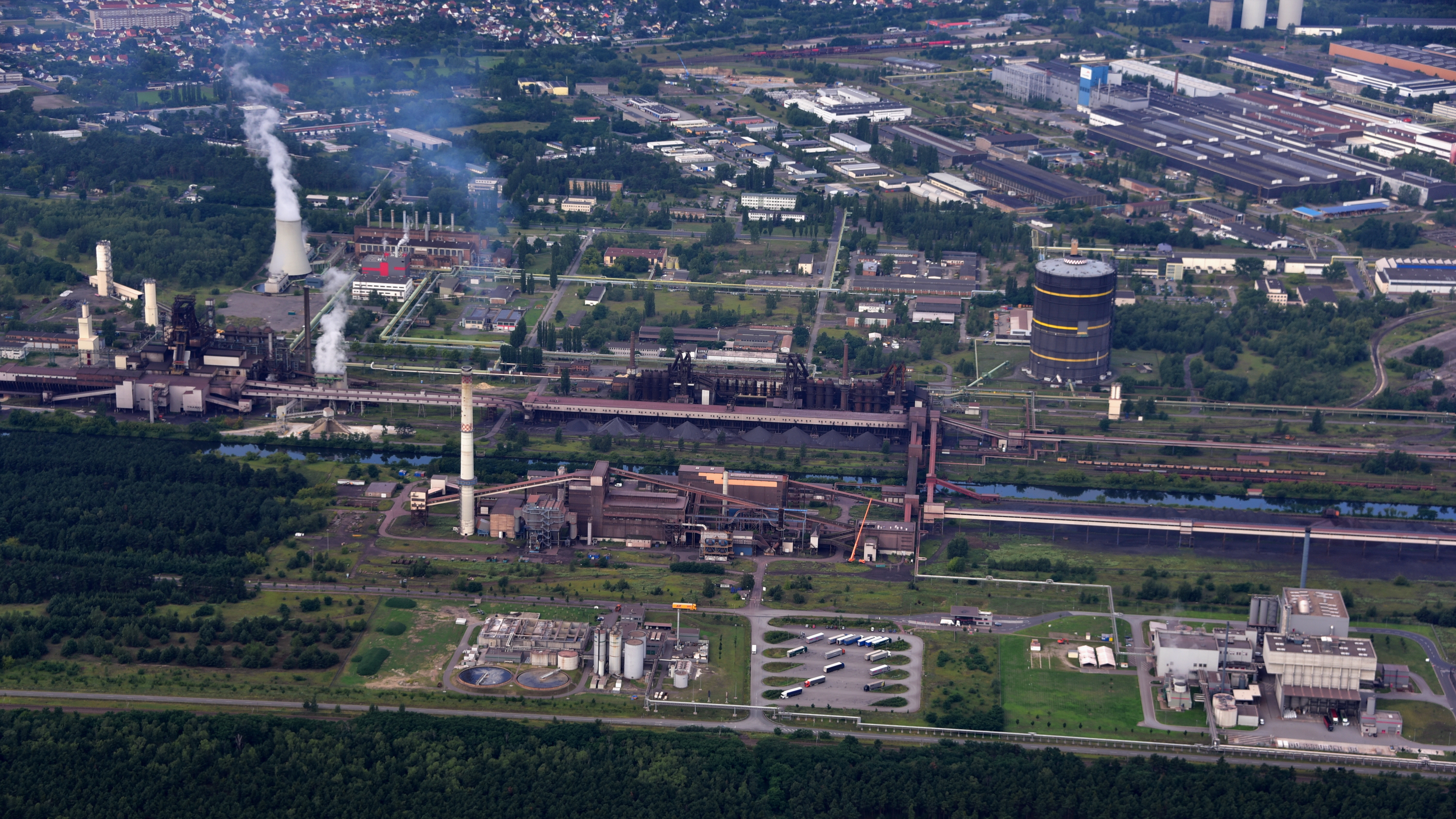
ArcelorMittal Eisenhüttenstadt, letecký snímek z roku 2017

## Rodáci
- Udo Beyer – olympijský vítěz ve vrhu koulí
- Torsten Gutsche – olympijský vítěz v kanoistice
- Paul van Dyk – hudebník
- Roger Kluge – cyklista

## Partnerská města
- Bulharsko Dimitrovgrad (Bulharsko)
- Francie Drancy (Francie)
- Polsko Hlohov (Polsko)
- Německo Saarlouis (Sársko)